# Hélène De Reuse
Hélène De Reuse-Pourbaix (Wachtebeke, 4 juli 1892 – Mariakerke (Gent), 1979) was een Belgische kunstschilder en tekenaar. Ze maakte vooral stillevens, zeegezichten, portretten, naakten en interieurs, dikwijls in pastelkrijt.

## Biografie
Hélène De Reuse was de dochter van de huisarts Oscar De Reuse. Kort na haar geboorte verhuisde het gezin naar Sint-Amandsberg. Daar werd later een straat naar Oscar De Reuse vernoemd.
Hélène studeerde vanaf 1909 aan de Koninklijke Academie voor Schone Kunsten van Gent. In 1912 was ze laureate van de "Buitengewone vierjaarlijkse prijskamp betreffende de voorgaande vier jaar" van de Academie. Ze exposeerde in het paviljoen van de Academie op de wereldtentoonstelling van 1913 in Gent, waar ze een "Eerste Prijs" behaalde. In 1914 won ze de eerste prijs voor tekenen naar levend model van de Academie.
In 1916 werd ze lerares "Schilderkunst voor juffrouwen" aan de Academie. In 1917 en 1918 kreeg ze in de Gentse zaal Taets haar eerste solotentoonstellingen. Vanaf 1919 werd ze ook lerares "levend model" aan de Academie. In 1923 was ze met haar werk aanwezig op de Exposition d’Art Belge in Metz. In 1929 kocht het Museum voor Schone Kunsten (MSK) een werk van haar bij haar deelname aan het driejaarlijks Salon van Gent.
In 1931 trouwde Hélène met Nicolas Pourbaix (1875-1940), een bouwkundig architect. Om beroepsredenen verhuisde het echtpaar in 1932 eerst naar Oostende en nog datzelfde jaar naar Luik. Hélène De Reuse nam hiervoor definitief ontslag als lerares. In 1938 ging het echtpaar in Knokke wonen. Tijdens haar verblijf aan de kust schilderde en tekende De Reuse zeegezichten. Ondanks haar uiterst korte verblijf in Oostende staat ze vermeld op de lijst van 'vergeten Oostende kunstschilders'.
Tijdens haar huwelijk nam ze deel aan de driejaarlijkse Salons van Brussel, Antwerpen, Luik (1936) Parijs (1932 en 1937) en Gent (1933). Ze exposeerde onder andere in Brugge, Doornik en Spa. Op voorstel van de Franse schilder en beeldhouwer Émile-Antoine Bourdelle nam ze in 1933 deel aan het Salon d'Automne in Parijs, waar haar werk onthaald werd met zeer goede kritieken in de pers.
Na het overlijden van haar echtgenoot in 1940 ging Hélène De Reuse weer bij haar ouders in Sint-Amandsberg inwonen. Ze maakte in 1942 een portret van Barones Braun uit Heusden met wie ze vriendschap sloot. In het kasteel baron Braun kreeg ze haar eigen atelier. De meeste park- en boslandschappen uit haar oeuvre komen uit deze periode. Na de dood van haar vader in 1943 bleef ze in de ouderlijke woning wonen. Ze bleef regelmatig deelnemen aan tentoonstellingen zoals op het Salon van Gent in 1946 en 1956, een solotentoonstelling in Leiden en in de ‘Cercle Artistique et Littéraire’ van Gent.
In 1956 ging ze in het Klein Begijnhof van Gent wonen en werken. Ze nam nog steeds deel aan verschillende tentoonstellingen. Haar tekeningen waren in 1974 te zien op een tentoonstelling in de zaal Sienjaal in Gent. Haar laatste solotentoonstelling was in 1976 met olieverfschilderijen in Galerij Vincke-Van Eyck.
In 1978 verhuisde ze naar een home in Mariakerke waar ze op 5 november 1979 overleed. Ze is begraven op begraafplaats Campo Santo in Sint-Amandsberg. Haar familiegraf behoort thans tot de meest bekende grafmonumenten van het kerkhof.
In haar testament maakte ze 48 schilderijen en 18 tekeningen over aan de provincie Oost-Vlaanderen. Verschillende van deze werken hangen in het Provinciehuis in Gent.

## Stijl
Haar stijl wordt beschouwd als een mengeling van modernisme en classicisme, soms aanleunend tegen het impressionisme, maar in werkelijkheid volgde Hélène De Reuse haar ganse leven haar eigen stijl, los van iedere evolutie in kunstwereld.
Hélène De Reuse werd gewaardeerd voor haar technische en artistieke vaardigheden, haar sierlijke stijl en een harmonieuze opbouw. Een geraffineerd kleurenpalet en de intieme en stille sfeer zijn kenmerkend voor haar werken.

## Musea
Het Museum voor Schone Kunsten te Gent bezit 1343 werken van De Reuse, hoofdzakelijk schetsen. In deze collectie zitten de vijf schilderijen die ze kort voor haar dood in 1978 aan het museum schonk.

## Erkenningen
- De jaarlijkse Campo Santoherdenking in Sint-Amandsberg stond in 1989 in het teken van Hélène De Reuse. In het Toreken in Gent werd een herdenkingstentoonstelling van haar werk georganiseerd.[15]

- In het Provinciehuis te Gent is de oude deputatiezaal naar Hélène De Reuse vernoemd.[16]

- Hélène De Reuse werd in 2024 samen met andere minder bekende kunstenaars door het jongerencollectief van het Museum voor Schone Kunsten te Gent in de schijnwerpers geplaatst met de expo Alternatief narratief.[17][18]